# Serbiens damlandslag i volleyboll

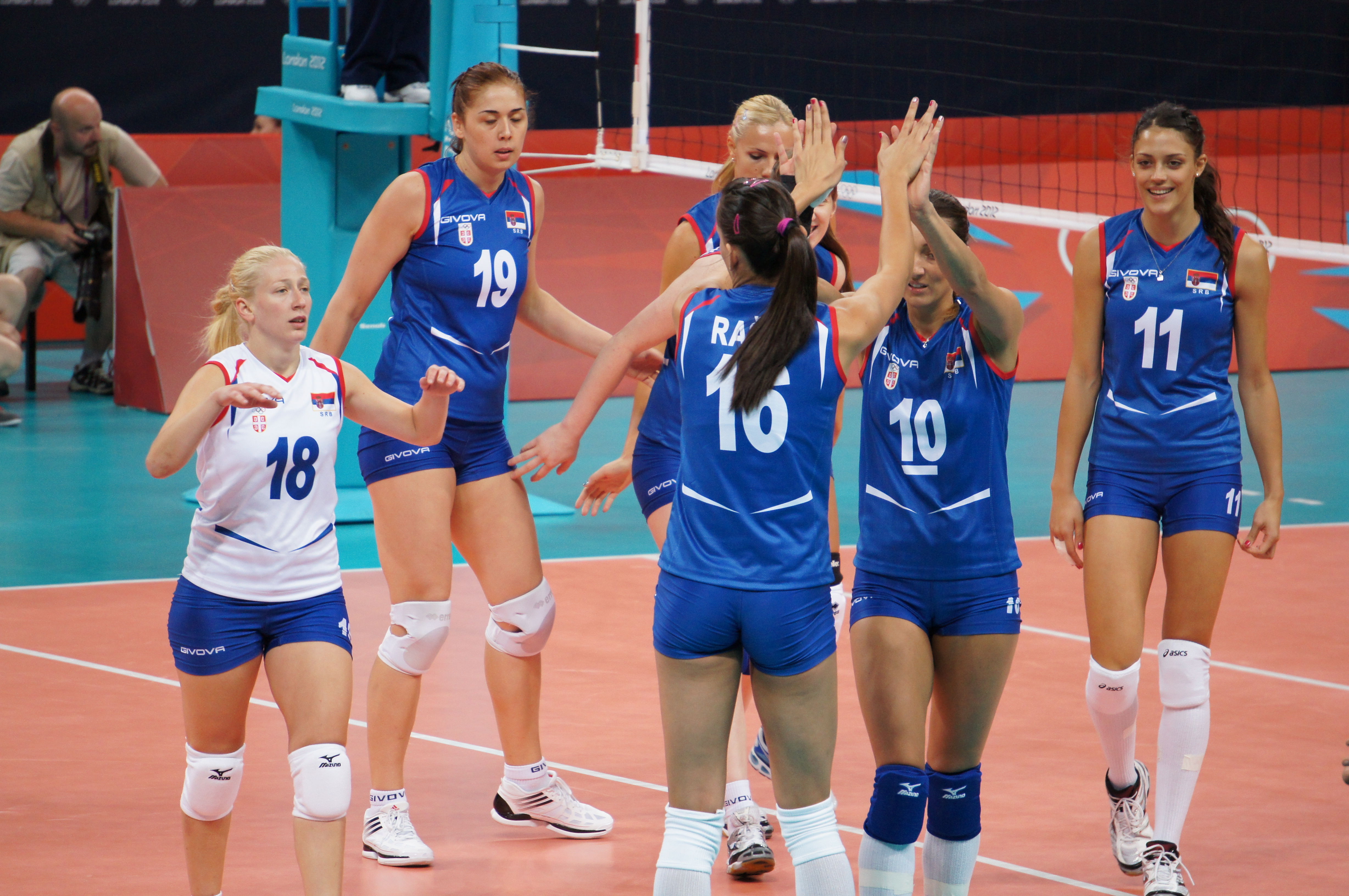
Serbiens damlandslag i 2012 års olympiska turnering.

Serbiens damlandslag i volleyboll representerar Serbien i volleyboll på damsidan. FIVB räknar Serbien som efterträdarstat till Jugoslavien och Serbien och Montenegro. Sedan Serbien blev självständigt har laget nått stora framgångar, med två vunna världsmästerskap (2018 och 2022) och tre vunna europamästerskap (2011, 2017. och 2019).

## Resultat

### Olympiska sommarspelen
| År     | Runda              | Position           | S                | V                | F                | SV               | SF               |
| ------ | ------------------ | ------------------ | ---------------- | ---------------- | ---------------- | ---------------- | ---------------- |
| 1992   | Suspenderade       | Suspenderade       | Suspenderade     | Suspenderade     | Suspenderade     | Suspenderade     | Suspenderade     |
| 1996   | Ej kvalificerade   | Ej kvalificerade   | Ej kvalificerade | Ej kvalificerade | Ej kvalificerade | Ej kvalificerade | Ej kvalificerade |
| 2000   | Ej kvalificerade   | Ej kvalificerade   | Ej kvalificerade | Ej kvalificerade | Ej kvalificerade | Ej kvalificerade | Ej kvalificerade |
| 2004   | Ej kvalificerade   | Ej kvalificerade   | Ej kvalificerade | Ej kvalificerade | Ej kvalificerade | Ej kvalificerade | Ej kvalificerade |
| 2008   | Kvartsfinal        | 5:a                | 6                | 2                | 4                | 6                | 13               |
| 2012   | Gruppspel          | 11:a               | 5                | 0                | 5                | 2                | 15               |
| 2016   | Final              | 2                  | 8                | 5                | 3                | 19               | 11               |
| 2020   | Semifinal          | 3                  | 8                | 6                | 2                | 19               | 6                |
| 2024   | Kvartsfinal        | 7:a                | 4                | 1                | 3                | 6                | 9                |
| Totalt | Kvalificerade: 5/9 | Kvalificerade: 5/9 | 31               | 14               | 17               | 52               | 54               |

### Världsmästerskapen
| År    | Runda                                   | Position                                | S                                       | V                                       | F                                       | SV                                      | SF                                      |
| ----- | --------------------------------------- | --------------------------------------- | --------------------------------------- | --------------------------------------- | --------------------------------------- | --------------------------------------- | --------------------------------------- |
| 1994  | Uteslutna från kvalificeringsmästerskap | Uteslutna från kvalificeringsmästerskap | Uteslutna från kvalificeringsmästerskap | Uteslutna från kvalificeringsmästerskap | Uteslutna från kvalificeringsmästerskap | Uteslutna från kvalificeringsmästerskap | Uteslutna från kvalificeringsmästerskap |
| 1998  | Ej kvalificerade                        | Ej kvalificerade                        | Ej kvalificerade                        | Ej kvalificerade                        | Ej kvalificerade                        | Ej kvalificerade                        | Ej kvalificerade                        |
| 2002  | Ej kvalificerade                        | Ej kvalificerade                        | Ej kvalificerade                        | Ej kvalificerade                        | Ej kvalificerade                        | Ej kvalificerade                        | Ej kvalificerade                        |
| 2006  | Semifinal                               | 3                                       | 11                                      | 9                                       | 2                                       | 30                                      | 12                                      |
| 2010  | Andra rundan                            | 8:a                                     | 11                                      | 6                                       | 5                                       | 20                                      | 18                                      |
| 2014  | Andra rundan                            | 7:a                                     | 9                                       | 6                                       | 3                                       | 19                                      | 13                                      |
| 2018  | Final                                   | 1                                       | 13                                      | 11                                      | 2                                       | 34                                      | 10                                      |
| 2022  | Final                                   | 1                                       | 12                                      | 12                                      | 0                                       | 36                                      | 5                                       |
| 2024  |                                         |                                         |                                         |                                         |                                         |                                         |                                         |
| Total | Kvalificerade: 6/9                      | Kvalificerade: 6/9                      | 56                                      | 44                                      | 12                                      | 139                                     | 58                                      |

### Europamästerskapen
| Year  | Round                 | Position              | S                     | V                     | F                     | SV                    | SF                    |
| ----- | --------------------- | --------------------- | --------------------- | --------------------- | --------------------- | --------------------- | --------------------- |
| 1993  | Uteslutna från kvalet | Uteslutna från kvalet | Uteslutna från kvalet | Uteslutna från kvalet | Uteslutna från kvalet | Uteslutna från kvalet | Uteslutna från kvalet |
| 1995  | Deltog inte i kvalet  | Deltog inte i kvalet  | Deltog inte i kvalet  | Deltog inte i kvalet  | Deltog inte i kvalet  | Deltog inte i kvalet  | Deltog inte i kvalet  |
| 1997  | Ej kvalificerade      | Ej kvalificerade      | Ej kvalificerade      | Ej kvalificerade      | Ej kvalificerade      | Ej kvalificerade      | Ej kvalificerade      |
| 1999  | Deltog inte i kvalet  | Deltog inte i kvalet  | Deltog inte i kvalet  | Deltog inte i kvalet  | Deltog inte i kvalet  | Deltog inte i kvalet  | Deltog inte i kvalet  |
| 2001  | Deltog inte i kvalet  | Deltog inte i kvalet  | Deltog inte i kvalet  | Deltog inte i kvalet  | Deltog inte i kvalet  | Deltog inte i kvalet  | Deltog inte i kvalet  |
| 2003  | Gruppspel             | 9:a                   | 5                     | 1                     | 4                     | 5                     | 12                    |
| 2005  | Gruppspel             | 7:a                   | 7                     | 3                     | 4                     | 12                    | 15                    |
| 2007  | Final                 | 2                     | 8                     | 5                     | 3                     | 17                    | 14                    |
| 2009  | Gruppspel 2           | 7:a                   | 6                     | 3                     | 3                     | 12                    | 9                     |
| 2011  | Final                 | 1                     | 7                     | 6                     | 1                     | 19                    | 8                     |
| 2013  | Semifinal             | 4:a                   | 6                     | 3                     | 3                     | 13                    | 10                    |
| 2015  | Semifinal             | 3                     | 6                     | 5                     | 1                     | 16                    | 4                     |
| 2017  | Final                 | 1                     | 6                     | 6                     | 0                     | 18                    | 2                     |
| 2019  | Final                 | 1                     | 9                     | 9                     | 0                     | 24                    | 6                     |
| 2021  | Final                 | 2                     | 9                     | 8                     | 1                     | 25                    | 7                     |
| 2023  | Final                 | 2                     | 9                     | 8                     | 1                     | 26                    | 7                     |
| 2026  |                       |                       |                       |                       |                       |                       |                       |
| Total | Qualified: 11/16      | Qualified: 11/16      | 78                    | 57                    | 21                    | 187                   | 94                    |

### Fotnoter
1. ↑  Todor Krastev (11 mars 2011). ”Women Volleyball XXVII European Championship 2011 Serbia and Italy 23.09 - 02.10 Winner Serbia” (på engelska). Sport Statistics. Arkiverad från originalet den 25 oktober 2016. https://web.archive.org/web/20161025072119/http://www.todor66.com/volleyball/Europe/Women_2011.html. Läst 25 juni 2015.
2. ↑  Nazrin Gadimova (4 oktober 2007). ”Serbia Wins 2017 Women’s European Volleyball Championship, Azerbaijan Places 4th” (på engelska). Caspian News. https://caspiannews.com/news-detail/serbia-wins-2017-womens-european-volleyball-championship-azerbaijan-places-4th-2017-10-4-38/. Läst 13 oktober 2017.